# 宜春站
宜春站是沪昆客专杭长段和既有沪昆铁路车站，位于江西省宜春市袁州区随田村，距离市区2公里。宜春东站始建于2011年12月26日，2014年9月15日随沪昆客运专线南昌—长沙段一并启用，代替老宜春站成为沪昆铁路在宜春市的客运站点。车站规划建设阶段曾称宜春东站，2014年7月9日更名为宜春站；同时老宜春站更名为宜春西站，并于同年9月15日停办客运业务。

## 车站结构

### 站房
宜春站站房长度138米、总宽度38.6米，站房主体最高点距站台面23.9米，站房总建筑面积9995平方米。站房综合楼为地上两层，外立面以汉字“春”为设计意向，并融合现代交通工具的流线型设计。售票大厅位于站房右侧，设有6个售票窗口和1个制证窗口，7台自动售票机以及3台自动取票机。候车室位于站房主体的一层和二层，面积达2300余平方米，总共可容纳4000名乘客，每个候车室均设有设有检票口，每个检票口4个自动验票机，与站台通过进站天桥连接。
本站区还将新建生产生活用房3097平方米，新建派出所、警务区和岗亭房屋203平方米；站前广场长200米、宽60米，中央设有一座名为“锂能之光”的雕塑。

### 站场
宜春站设4站台10线，分为高速场和普速场。两场均为3台5线，其中正线2条，到发线3条，站台为两个岛式站台和两个侧式站台。车站站站台雨棚采用单柱实腹钢框架结构，覆盖面积为19687平方米。
| 站台 | 侧式站台 | 侧式站台                                |
| 站台 | 1站台    | 沪昆高速铁路 往上海虹桥方向（新余北站） |
| 站台 | 通过线   | 沪昆高速铁路上行列车通过线              |
| 站台 | 通过线   | 沪昆高速铁路下行列车通过线              |
| 站台 | 2站台    | 沪昆高速铁路 往昆明南方向（萍乡北站）   |
| 站台 | 岛式站台 |                                         |
| 站台 | 3站台    | 沪昆高速铁路 往昆明南方向（萍乡北站）   |
| 站台 | 4站台    | 沪昆铁路 往上海方向（彬江站）           |
| 站台 | 岛式站台 |                                         |
| 站台 | 5站台    | 沪昆铁路 往上海方向（彬江站）           |
| 站台 | 通过线   | 沪昆铁路上行列车通过线                  |
| 站台 | 通过线   | 沪昆铁路下行列车通过线                  |
| 站台 | 6站台    | 沪昆铁路 往昆明方向（宜春西站）         |
| 站台 | 侧式站台 |                                         |